# Sándor Pintér (calciatore)
Sándor Pintér (Pomáz, 18 luglio 1950) è un ex calciatore ungherese, di ruolo centrocampista.

## Carriera
Con la Nazionale ungherese prese parte ai Mondiali 1978.

## Palmarès

### Club

#### Competizioni nazionali
- Campionato ungherese: 1

Honved: 1979-1980

#### Competizioni internazionali
- Coppa Piano Karl Rappan: 1

Honved: 1978